# Johannes von Bachem
Johannes von Bachem (* im 14. Jahrhundert; † 5. Dezember 1385) war ein römisch-katholischer Geistlicher und Domherr in Münster.

## Leben
Johannes von Bachem entstammte einer Kölner Bürgerfamilie. Er war Vikar in St. Aposteln in Köln, als er am 2. Dezember 1364 Kanoniker in St. Ludgeri in Münster wurde. Von 1369 bis 1370 hatte er das Amt eines Kanonikers am Alten Dom in Münster inne. 
Am 3. Februar 1373 findet er erstmals als Domherr zu Münster urkundliche Erwähnung. Johannes von Bachem blieb bis zu seinem Tode in seinen Ämtern.